# Taça da Liga 2014/15
De Taça da Liga 2014/15 was de achtste editie van de strijd om Taça da Liga, het tweede bekertoernooi van Portugal. Het toernooi begon op 26 juli 2014 en eindigde op 29 mei 2015 met de finale. Benfica trad aan als titelverdediger en wist de titel te prolongeren. Aan het toernooi deden 36 clubteams mee.

## Derde ronde

### Groep A
| Team        | Gsp | W | G | V | DV | DT | DS | Pts |
| ----------- | --- | - | - | - | -- | -- | -- | --- |
| Benfica     | 3   | 3 | 0 | 0 | 7  | 0  | +7 | 9   |
| Moreirense  | 3   | 1 | 1 | 1 | 3  | 3  | 0  | 4   |
| FC Arouca   | 3   | 1 | 0 | 2 | 1  | 6  | –5 | 3   |
| CD Nacional | 3   | 0 | 1 | 2 | 1  | 3  | –2 | 1   |

### Groep B
| Team             | Gsp | W | G | V | DV | DT | DS | Pts |
| ---------------- | --- | - | - | - | -- | -- | -- | --- |
| CS Marítimo      | 3   | 2 | 1 | 0 | 4  | 2  | +2 | 7   |
| Sporting Covilhã | 3   | 2 | 0 | 1 | 6  | 5  | +1 | 6   |
| GD Estoril-Praia | 3   | 1 | 1 | 1 | 6  | 4  | +2 | 4   |
| Gil Vicente      | 3   | 0 | 0 | 3 | 1  | 6  | –5 | 0   |

### Groep C
| Team              | Gsp | W | G | V | DV | DT | DS | Pts |
| ----------------- | --- | - | - | - | -- | -- | -- | --- |
| Vitória Setúbal   | 4   | 2 | 2 | 0 | 8  | 3  | +5 | 8   |
| Sporting CP       | 4   | 2 | 1 | 1 | 6  | 4  | +2 | 7   |
| Belenenses        | 4   | 1 | 2 | 1 | 5  | 6  | –1 | 5   |
| Vitória Guimarães | 4   | 1 | 1 | 2 | 4  | 6  | –2 | 4   |
| Boavista          | 4   | 0 | 2 | 2 | 2  | 6  | –4 | 2   |

### Groep D
| Team              | Gsp | W | G | V | DV | DT | DS | Pts |
| ----------------- | --- | - | - | - | -- | -- | -- | --- |
| FC Porto          | 4   | 3 | 1 | 0 | 9  | 3  | +6 | 10  |
| Sporting Braga    | 4   | 2 | 1 | 1 | 5  | 3  | +2 | 7   |
| Académica Coimbra | 4   | 2 | 0 | 2 | 5  | 6  | –1 | 6   |
| União Madeira     | 4   | 2 | 0 | 2 | 6  | 8  | –2 | 6   |
| Rio Ave           | 4   | 0 | 0 | 4 | 1  | 6  | –5 | 0   |

## Halve finales
|                            |                                                        |       |                 |                                                                         |
| 11 februari 2015 20:45 uur | Benfica                                                | 3 – 0 | Vitória Setúbal | Estádio da Luz, Lissabon Toeschouwers: 13.101 Scheidsrechter: Rui Costa |
| 11 februari 2015 20:45 uur | Anderson Talisca 40' (pen.) Pizzi 45' (pen.) Jonas 73' |       |                 | Estádio da Luz, Lissabon Toeschouwers: 13.101 Scheidsrechter: Rui Costa |

|                        |                                          |       |             |                                                                                  |
| 2 april 2015 20:45 uur | CS Marítimo                              | 2 – 1 | FC Porto    | Estádio dos Barreiros, Funchal Toeschouwers: 5.127 Scheidsrechter: Carlos Xistra |
| 2 april 2015 20:45 uur | Bruno Gallo 37' (pen.) Moussa Marega 45' |       | 32' Evandro | Estádio dos Barreiros, Funchal Toeschouwers: 5.127 Scheidsrechter: Carlos Xistra |

## Finale
|                       |                        |       |                |                                                                                       |
| 29 mei 2015 20:45 uur | Benfica                | 2 – 1 | CS Marítimo    | Estádio Cidade de Coimbra, Coimbra Toeschouwers: 28.517 Scheidsrechter: Carlos Xistra |
| 29 mei 2015 20:45 uur | Jonas 38' Ola John 80' |       | 56' João Diogo | Estádio Cidade de Coimbra, Coimbra Toeschouwers: 28.517 Scheidsrechter: Carlos Xistra |